# Battle Magic
Battle Magic treći je studijski album britanskog simfonijskog black metal-sastava Bal-Sagoth. Album je 2. studenog 1998. godine objavila diskografska kuća Cacophonous Records.

## O albumu
Ovo je posljednji album na kojem Jonny Maudling svira bubnjeve te će se na idućim albumima grupe usredotočiti isključivo na sviranje klavijatura.
Na naslovnici albuma, koju je izradio Simon Lee, prikazuje se fantastični lik pod imenom "Caylen-Tor" kojeg je osmislio pjevač skupine, Byron Roberts.
Sastavu je za potrebe snimanja bilo dodijeljeno punih mjesec dana; većinu tog perioda grupa je iskoristila za aranžman orkestralnih dijelova. Samo za dovršavanje klavijaturističkih dionica u pjesmi "Blood Slakes the Sand at the Circus Maximus" bilo je potrebno punih šest dana. Za navedenu je pjesmu sastav preuzeo melodiju iz glazbe za film Spartak koju je skladao Alex North.

## Popis pjesama
Tekstovi: Byron Roberts, glazba: Jonny Maudling, osim pjesme 3 koju su skladali Chris Maudling i Jonny Maudling.
| 1.    | »Battle Magic« | 2:45 |
| 2.    | »Naked Steel (The Warrior's Saga)« | 4:44 |
| 3.    | »A Tale from the Deep Woods« | 5:36 |
| 4.    | »Return to the Praesidium of Ys« | 6:29 |
| 5.    | »Crystal Shards« | 2:17 |
| 6.    | »The Dark Liege of Chaos Is Unleashed at the Ensorcelled Shrine of A'zura-Kai (The Splendour of a Thousand Swords Gleaming Beneath the Blazon of the Hyperborean Empire, Part II)« | 4:14 |
| 7.    | »When Rides the Scion of the Storms« | 6:16 |
| 8.    | »Blood Slakes the Sand at the Circus Maximus« | 8:53 |
| 9.    | »Thwarted by the Dark (Blade of the Vampyre Hunter)« | 6:18 |
| 10.   | »And Atlantis Falls...« | 2:22 |
| 49:54 | |      |

## Zasluge
| Bal-Sagoth - Byron Roberts – vokali - Chris Maudling – gitara, bas-gitara - Jonny Maudling – bubnjevi, klavijature | Ostalo osoblje - J.C. Dhien – fotografija - Simon Lee – naslovnica - Jeroen van Valkenburg – naslovnica umetka - Mags – inženjer zvuka, produkcija |